# Brooklyn Technical High School
Brooklyn Technical High School, běžně známá pod jménem Brooklyn Tech nebo pouze Tech a administrativně také jako High School 430, je státní střední škola v New York City, která se specializuje na inženýrství, matematiku a vědu a je největší specializovanou střední školou v oblasti vědy, technologie, inženýrství a matematiky ve Spojených státech.
Společně se Stuyvesant High School a Bronx High School of Science je jednou ze tří původně specializovaných středních škol v oblasti vědy, které provozuje newyorský odbor pro vzdělání. Všechny tři školy byly jmenovány v deníku The Washington Post v roce 2006 mezi nejlepšími specializovanými školami ve Spojených státech. Při přijímacím řízení je však nutné projít zkouškami a porazit konkurenci. Protože jde o státní školu, neplatí se žádné školné a školu mohou navštěvovat pouze žáci s bydlištěm v New York City.
Brooklyn Tech je zakládajícím členem Národního konzorcia specializovaných škol v oblasti matematiky, vědy a technologie. Brooklyn Tech je známá slavnými absolventy (včetně dvou laureátů Nobelovy ceny), učiteli a velkým množstvím absolventů, kteří se poté dostanou na prestižní univerzity. Zhruba více než 98 % absolventů je poté přijato na čtyřleté fakulty. Maturitnímu ročníku 2007 byly nabídnuty stipendia a granty v hodnotě více než 1 250 000 USD.